# Museu Puixkin
El Museu Puixkin de Moscou (en el seu nom oficial, Museu Estatal d'Arts Plàstiques) és el segon gran museu de Rússia dedicat a l'art europeu, només superat per l'Hermitage de Sant Petersburg. Es troba al carrer Voljonka, 12 de la capital.

## Història
El museu va ser fundat amb fins educatius per un professor de la Universitat de Moscou, el filòleg Ivàn Vladímirovich Tsvetáiev, fill de l'historiador Dmitri Ilovaiski i pare de la poetessa Marina Tsvetáyeva. Gràcies al seu afany, la Duma de Moscou li va concedir un terreny al centre de la ciutat anomenat Kolymazhny Dvor (Casa de Carretes), no lluny del Kremlin.
L'edifici, de línies clàssiques amb columnes jòniques, el va dissenyar Román I. Klein. Es va inaugurar l'any 1912, batejat amb el nom del tsar Alexandre III de Rússia.
Inicialment, el museu se centrava en l'escultura clàssica, mostrant majoritàriament còpies en guix que servien per a l'aprenentatge dels nous artistes, però la Revolució soviètica del 1917 li va donar un canvi de rumb. El nou govern comunista va decidir ampliar-lo el 1924 amb obres d'art nacionalitzades, majoritàriament de col·leccionistes particulars que havien fugit del país. Per això, el Museu Puixkin té fons molt diferents d'arqueologia egípcia, atuells grecs, teixits i gravats.

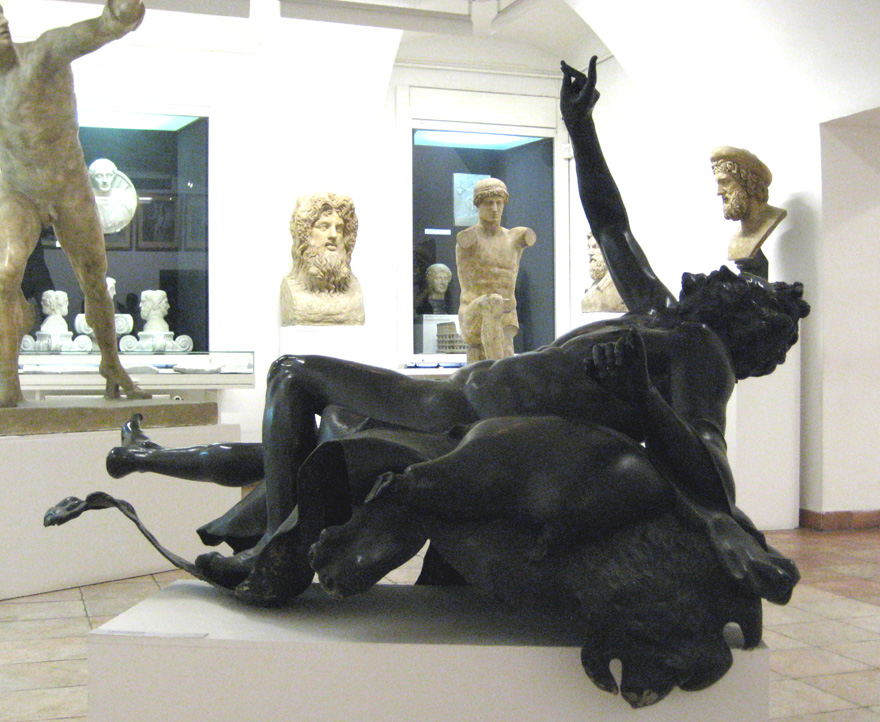
Sala del museu, amb reproduccions escultòriques fetes amb guix.

En el període 1924-30, el museu va créixer de manera substancial, gràcies a les obres transferides des de Sant Petersburg, majoritàriament de l'Hermitage. Es pretenia així equilibrar la riquesa artística de les dues ciutats i, de passada, alleujar la saturació de l'Hermitage. També es van adscriure al Puixkin diversos paisatges i escenes costumistes de la Galeria Tretiakov, i més de 500 quadres europeus del Museu Rumyántsev (dissolt el 1927) juntament amb dibuixos, gravats, monedes i una valuosa biblioteca. La institució va rebre el seu nom actual el 1937, el qual homenatja l'escriptor Aleksandr Pushkin.
L'any 1948, l'anomenat Museu Estatal d'Art Occidental, que havia estat creat amb les col·leccions de Serguei Schukin i Iván Morózov, va ser desmantellat i els seus fons es van repartir entre l'Hermitage i el Pushkin. Gràcies a això, ambdós museus compten amb cèlebres obres impressionistes i avantguardistes.

### Ampliació frustrada
L'any 2008, el president rus Dmitri Medvédev va anunciar unes obres de modernització del museu pressupostades en 177 milions de dòlars. Però l'any següent s'estudiava una ampliació molt més ambiciosa, a càrrec de l'arquitecte Norman Foster i el seu equip, amb un pressupost de 670 milions. Aquest projecte incloïa la construcció de diversos edificis per a biblioteca, sala de cinema i oficines, així com una harmonització estètica del conjunt ja existent. L'escala de la intervenció, i sobretot l'estètica moderna, van motivar múltiples crítiques d'experts i responsables locals: la reforma implicava alterar l'atmosfera antiga de tota una àrea urbana que preferien preservar. Posteriorment, l'arquitecte municipal de Moscou va pressionar l'estudi Foster, queixant-se de la lentitud en les seves tasques, i finalment el 2013 aquest estudi va renunciar a continuar amb el disseny perfilat.
Actualment, la pàgina web del museu fa referència a obres de reforma, però a menor escala.

## Col·leccions
Les col·leccions del Museu Puixkin són sorprenents per amplitud i varietat; consten de més de 560000 peces. Alberga mòmies egípcies, ceràmiques i escultures gregues, així com pintura europea, tant antiga com impressionista i posterior. Però el renom del museu es deu sobre manera als seus fons de pintura francesa i de pintors europeus actius a París entre l'impressionisme i la I Guerra Mundial.
En les col·leccions arqueològiques, destaca l'anomenat Tresor de Príam, que l'Exèrcit Roig es va emportar de Berlín durant la II Guerra Mundial.
Les col·leccions de pintura antiga inclouen diverses obres icòniques mundialment conegudes, com una Sagrada Família de Bronzino, La vella coqueta de Bernardo Strozzi i diverses obres de Rembrandt, entre elles Crist expulsant als mercaders. Hi ha a més exemples de Sassetta, Botticelli, Pietro Perugino, Cima da Conegliano, Giovanni Girolamo Savoldo, Paolo Veronese, Lorenzo Lotto, Parmigianino, Gaudenzio Ferrari, Michel Sittow, Jan Gossaert, Joachim Beeja, Zurbarán, Murillo, Rubens, Anton van Dyck, Nicolas Poussin, Simon Vouet', Bernat Strozzi, Elisabetta Sirani (Autoretrat), Adriaen van Ostade, Govaert Flinck, Watteau, François Boucher, Chardin, Bellotto, Francesco Guardi, Corot, Ingres, Delacroix...
El repertori impressionista i de fi del segle xix és riquíssim, amb abundants obres de Renoir, Degas, Van Gogh i Gauguin. Cal destacar especialment La vinya vermella, considerada l'únic quadre que Van Gogh va vendre en vida, i En el cafè (Retrat de Madame Ginoux) de Gauguin.
El repertori de les avantguardes del segle XX és igualment notable, amb obres d'Henri Matisse, André Derain, Maurice de Vlaminck, Paul Signac, Pierre Bonnard, Edvard Munch, Georges Braque, Fernand Léger, Giorgio de Chirico i Joan Miró, entre molts altres autors. De Pablo Picasso hi ha pintures essencials com a Vell cec amb nen, obra important de l'etapa blava de l'artista; el Retrat cubista d'Ambroise Vollard i una de les obres mestres de la seva etapa rosa, L'acròbata sobre la bola.

## Galeria d'obres destacades

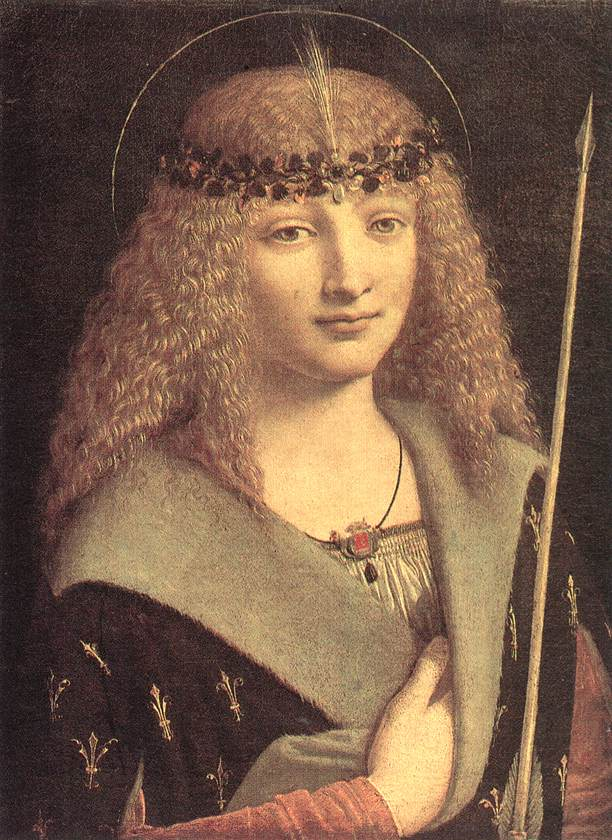
Boltraffio, Sant Sebastià
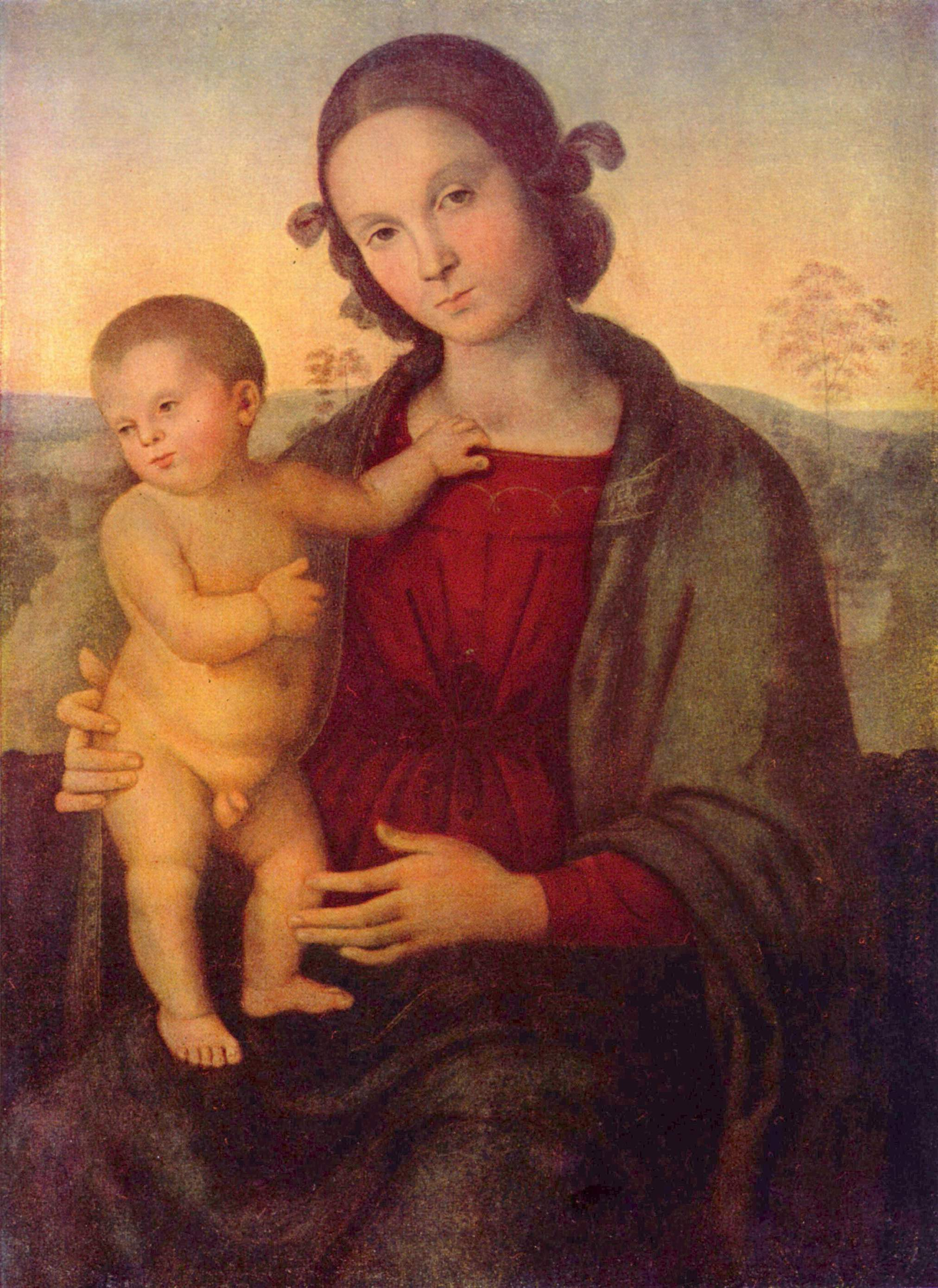
Pietro Perugino, La Verge amb el Nen
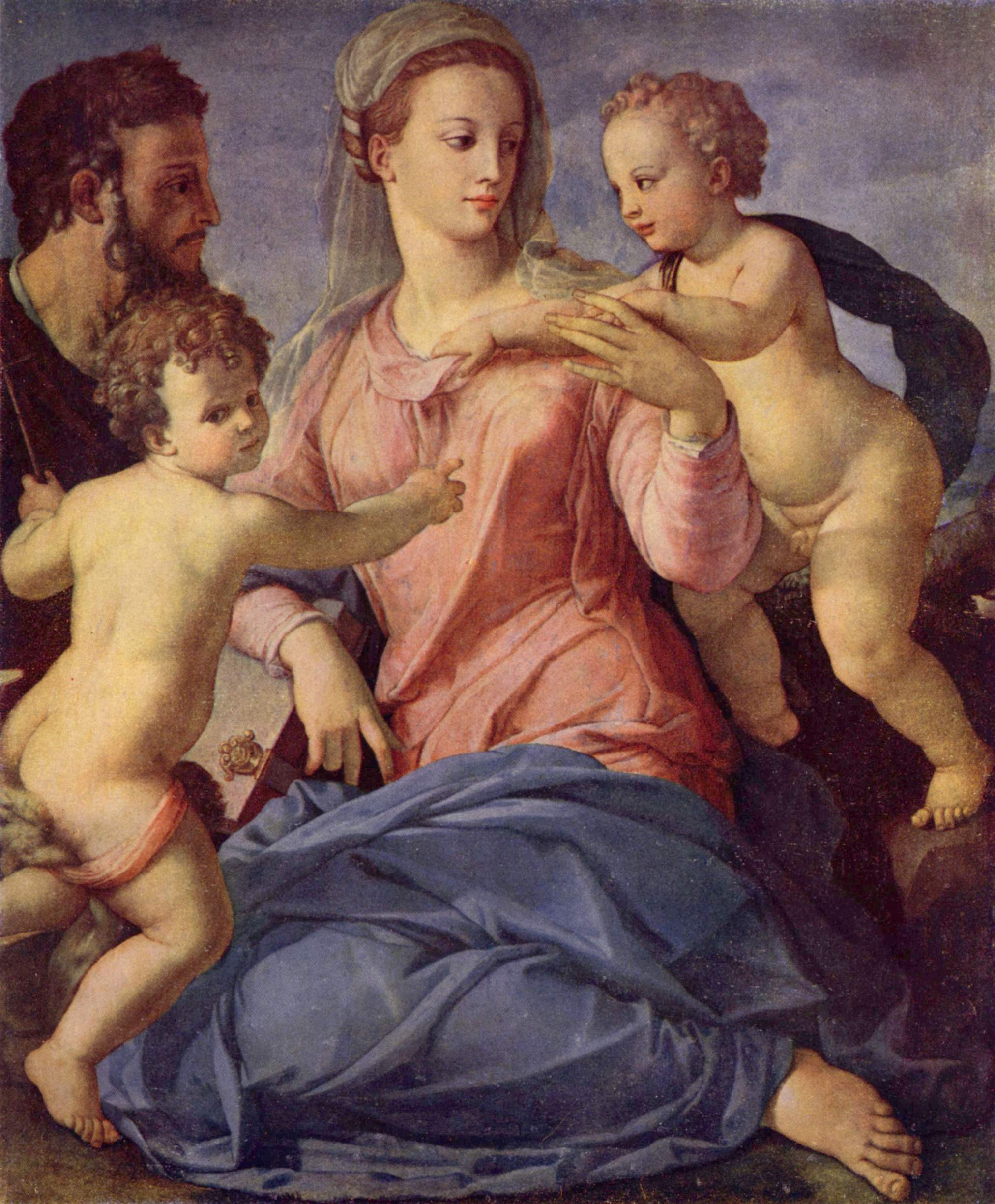
Bronzino, Sagrada Família
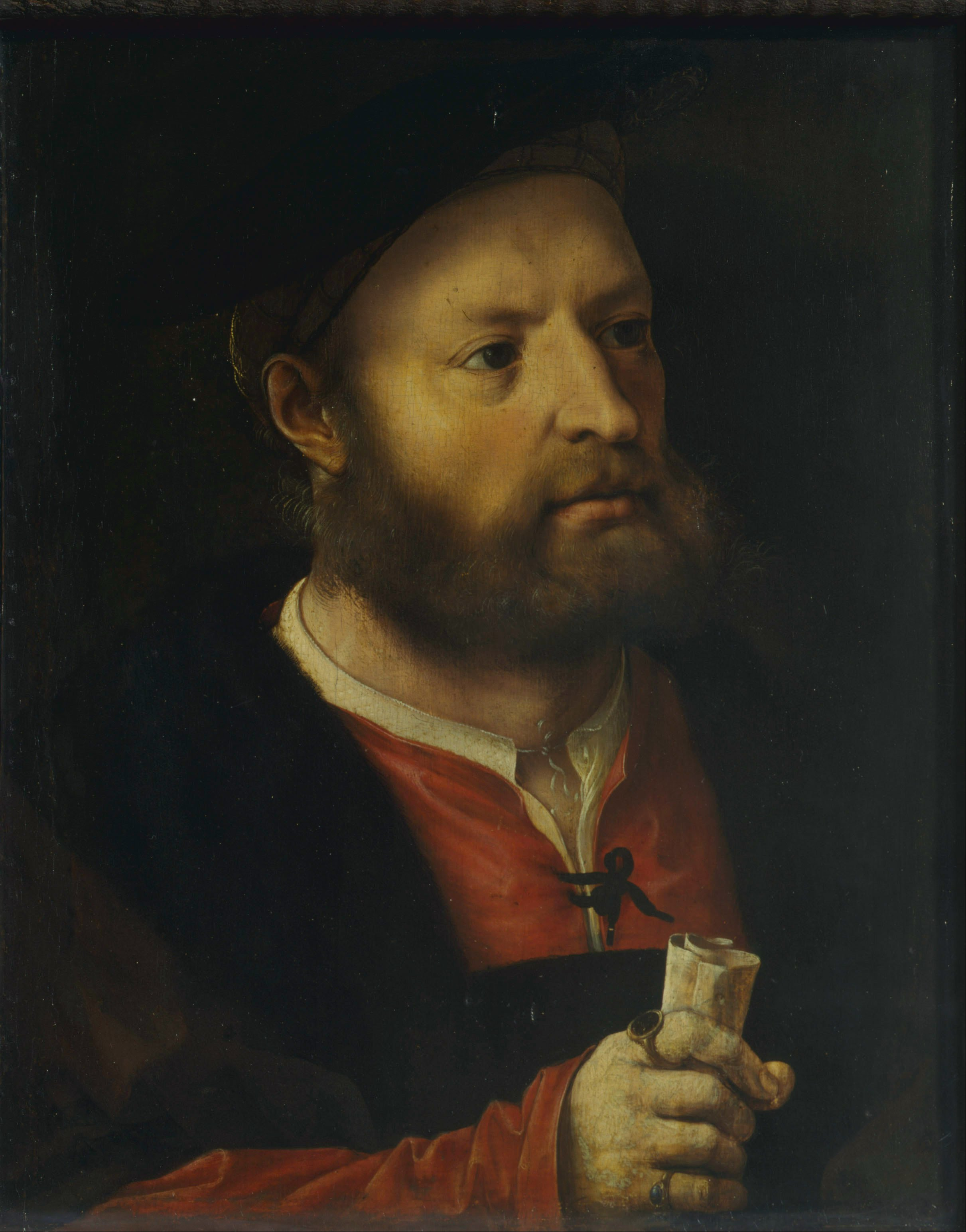
Jan Gossaert, Retrat de cavaller
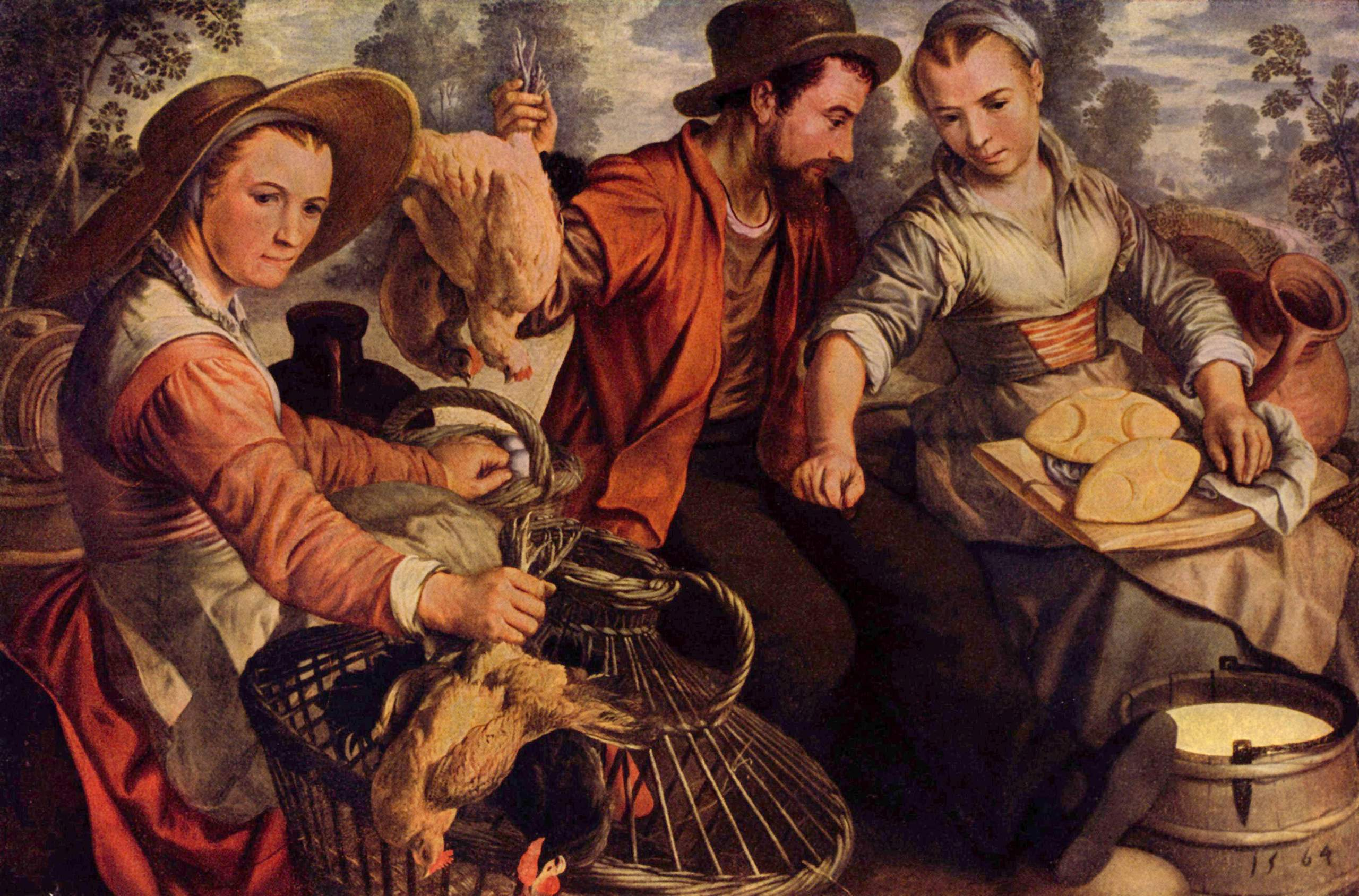
Beuckelaer, Escena de mercat
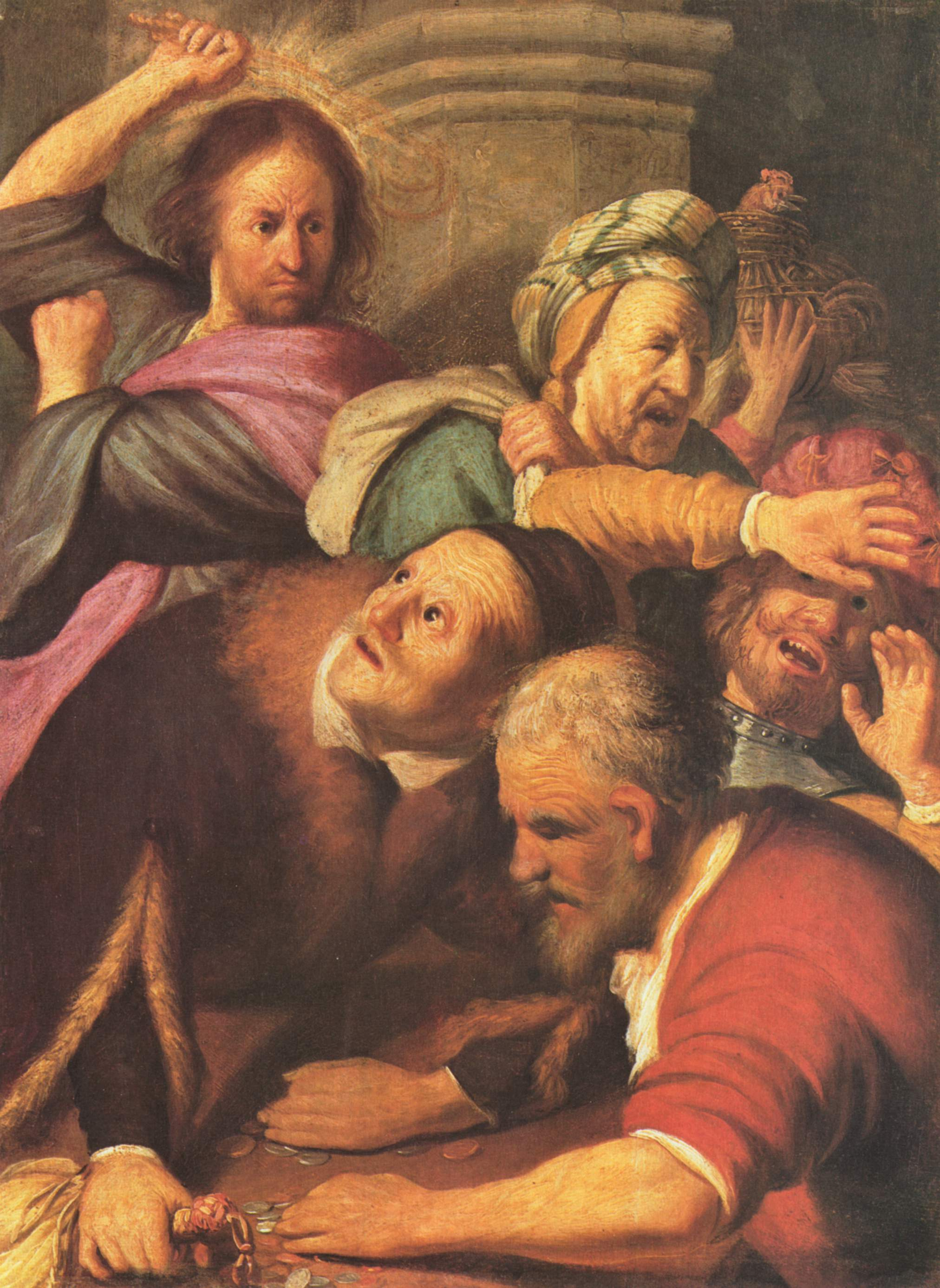
Rembrandt, Crist expulsant els mercaders del temple
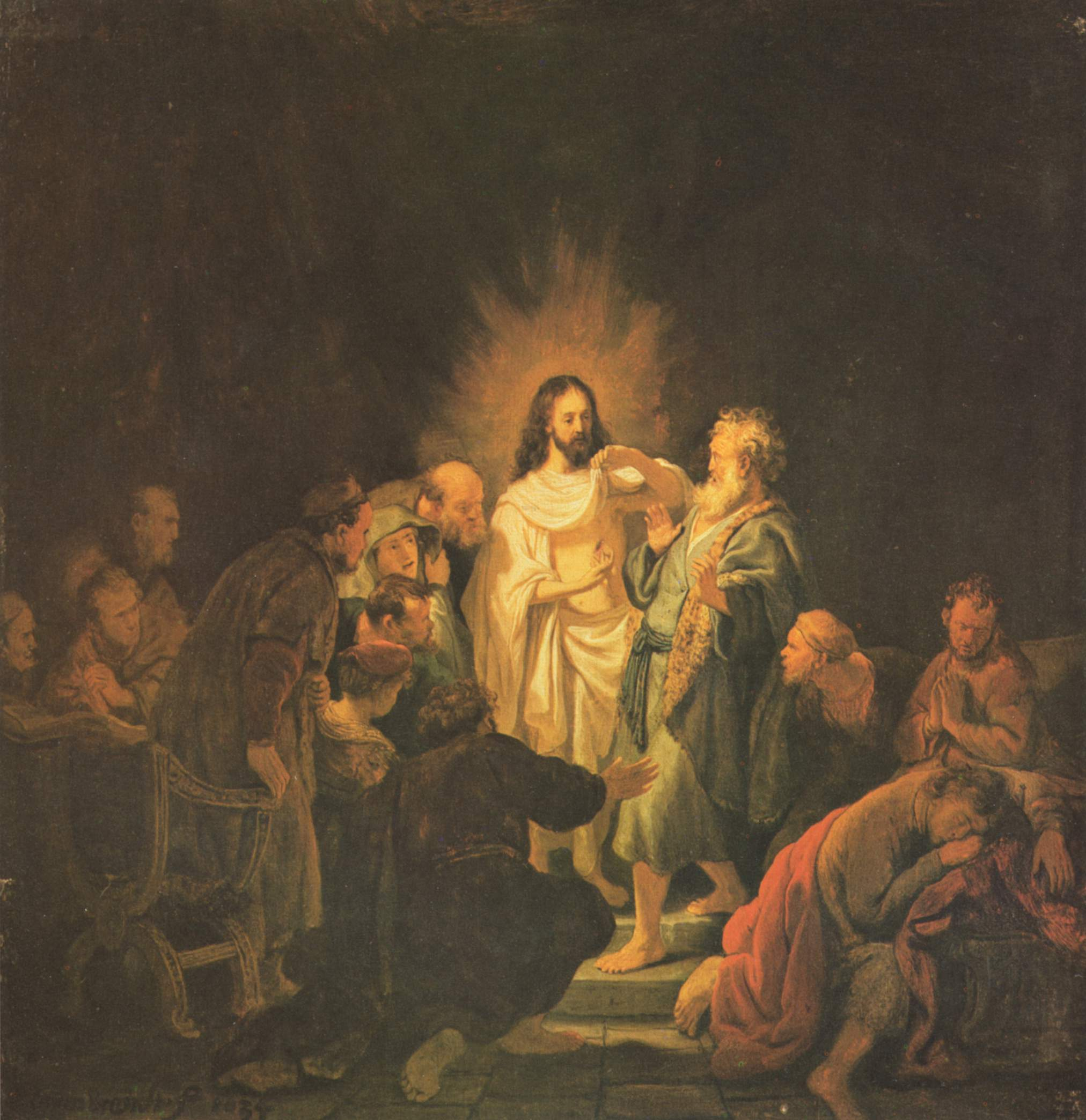
Rembrandt, La incredulitat de sant Tomàs
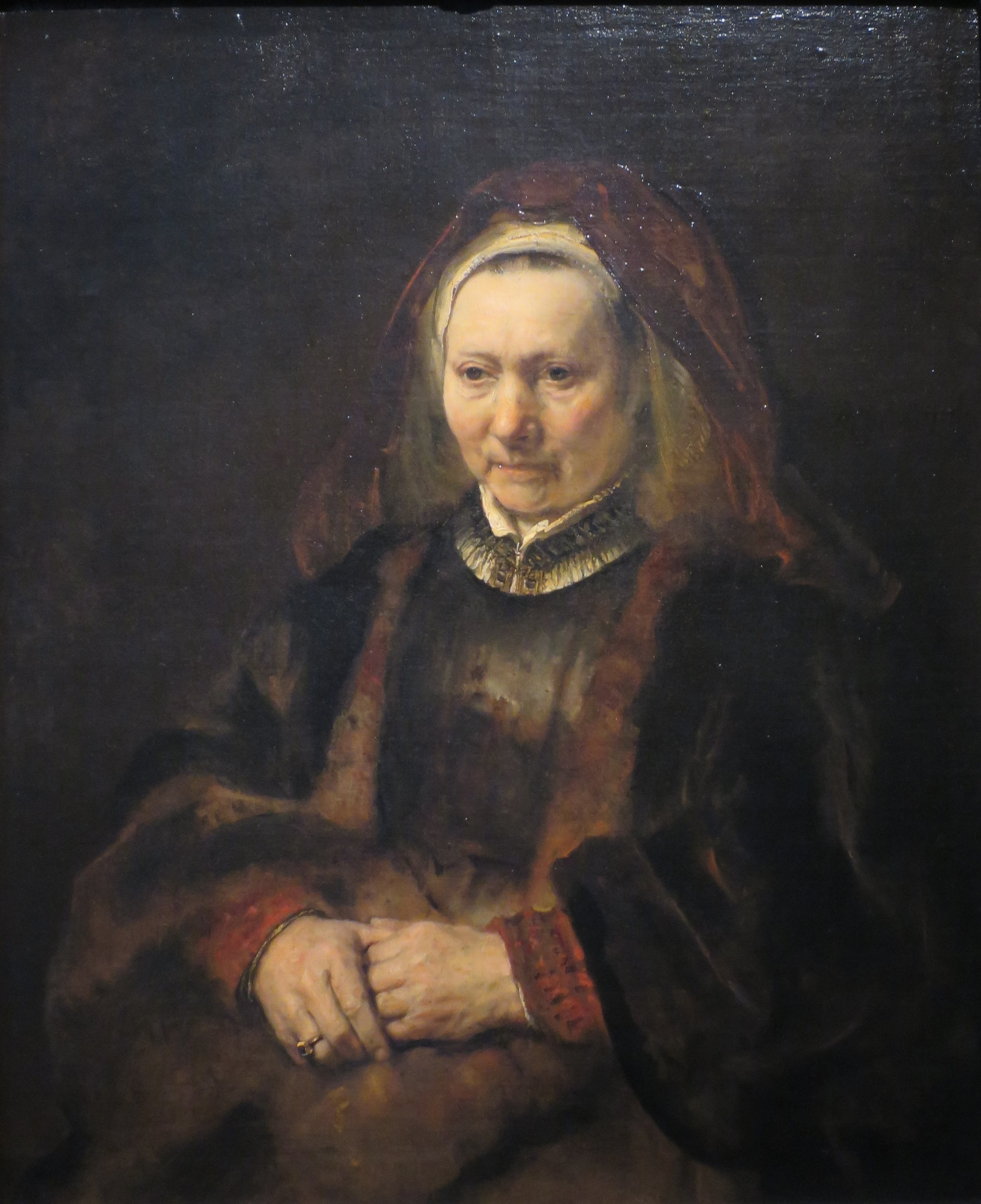
Rembrandt, Retrat d'anciana
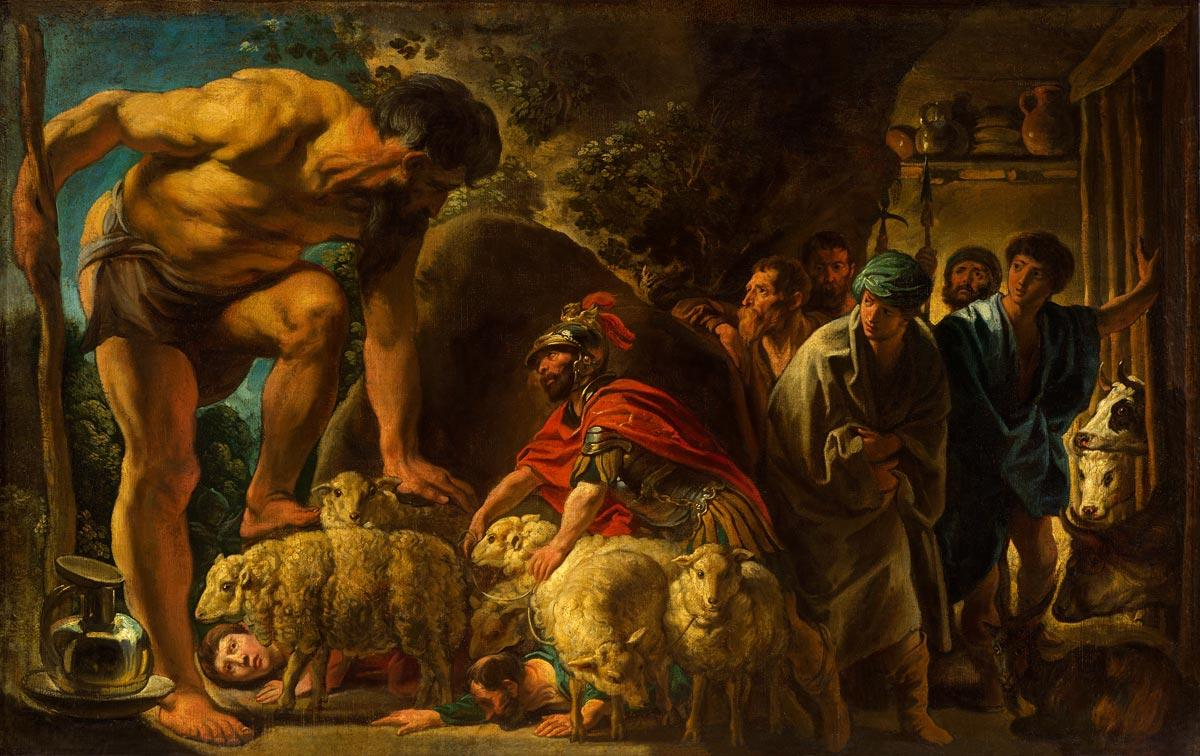
Jacob Jordaens, Odisseu a la cova del gegant Polifem
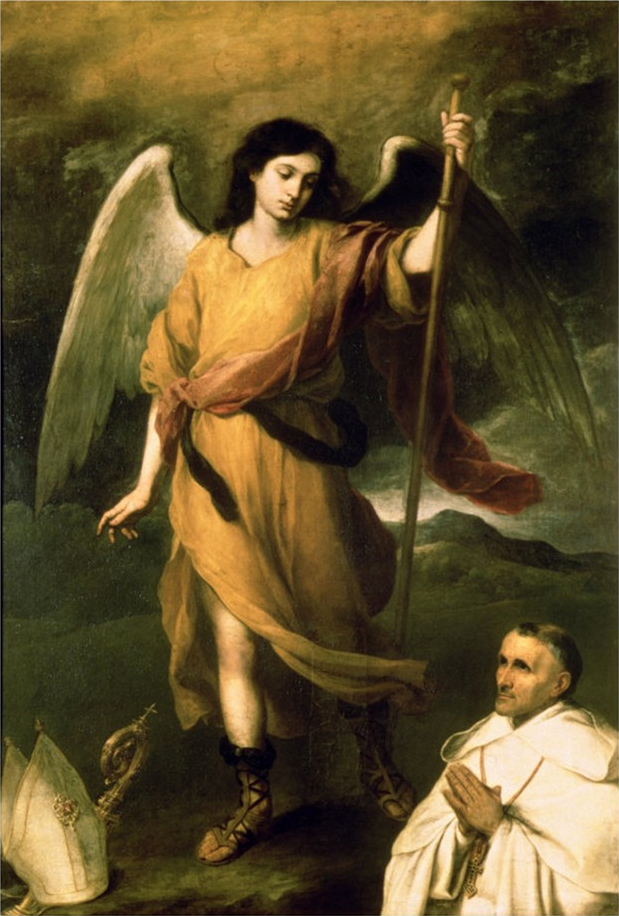
Murillo, L'arcàngel sant Rafael
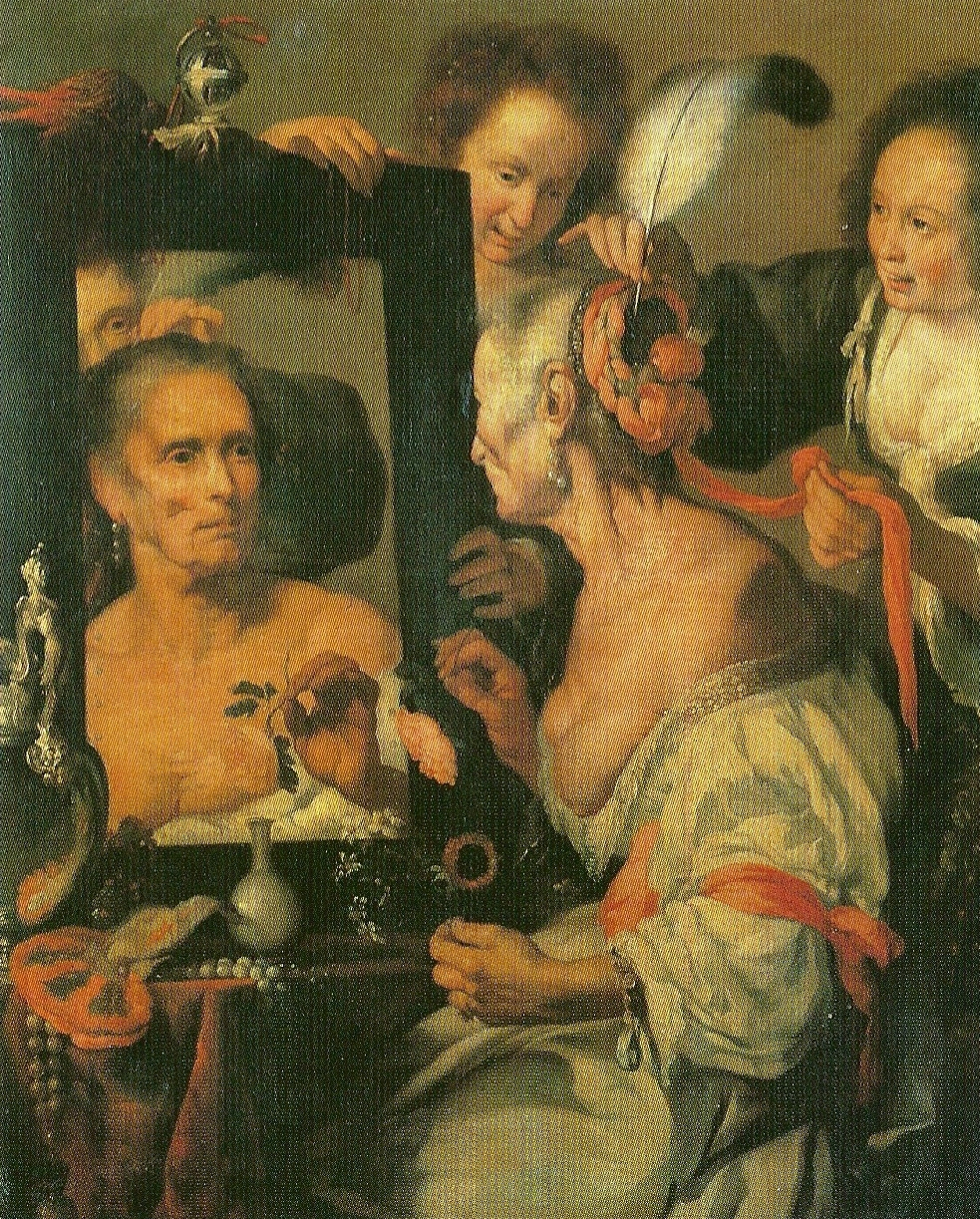
Bernardo Strozzi, La vella coqueta
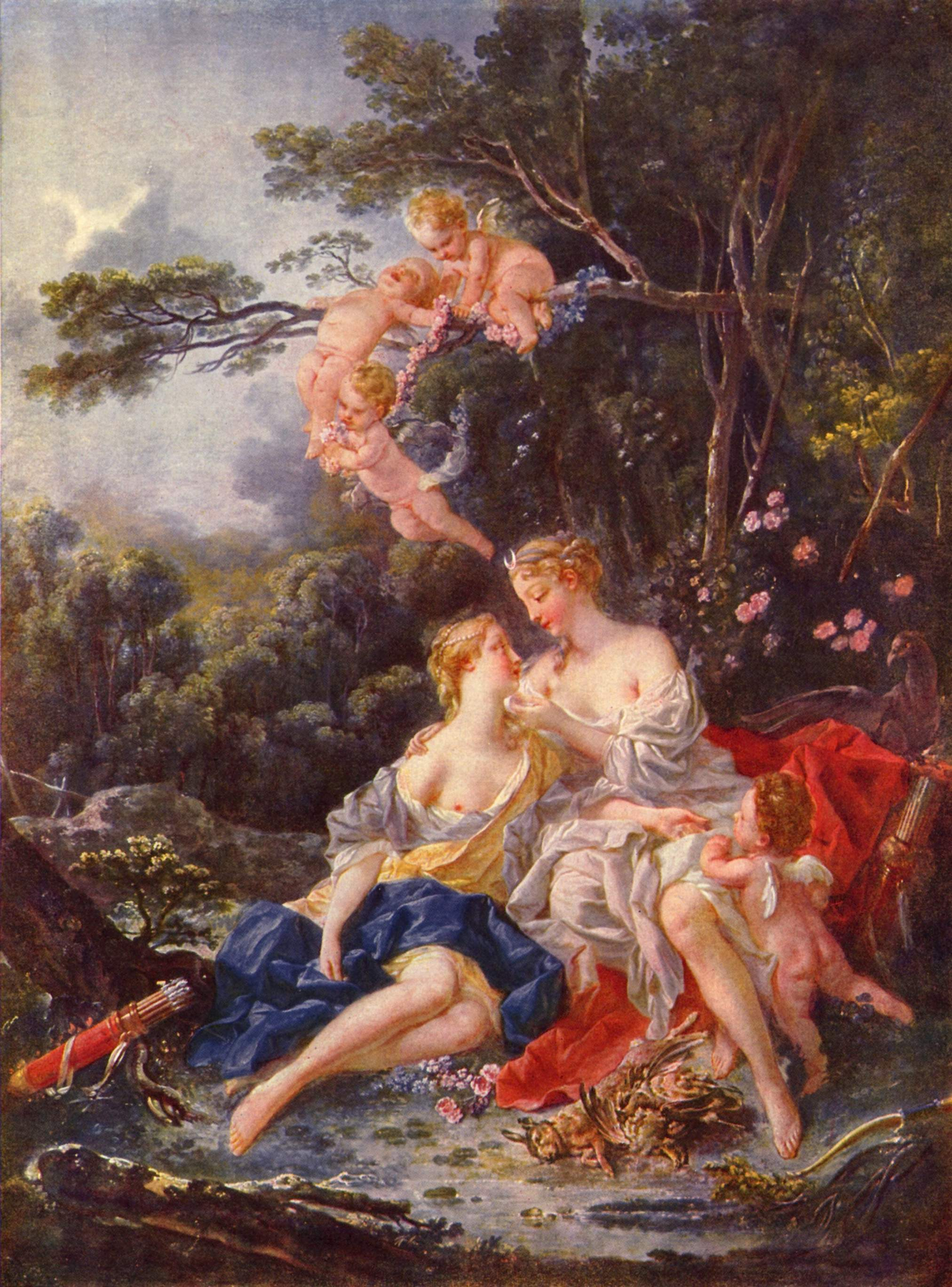
Boucher, Diana i la nimfa Calisto
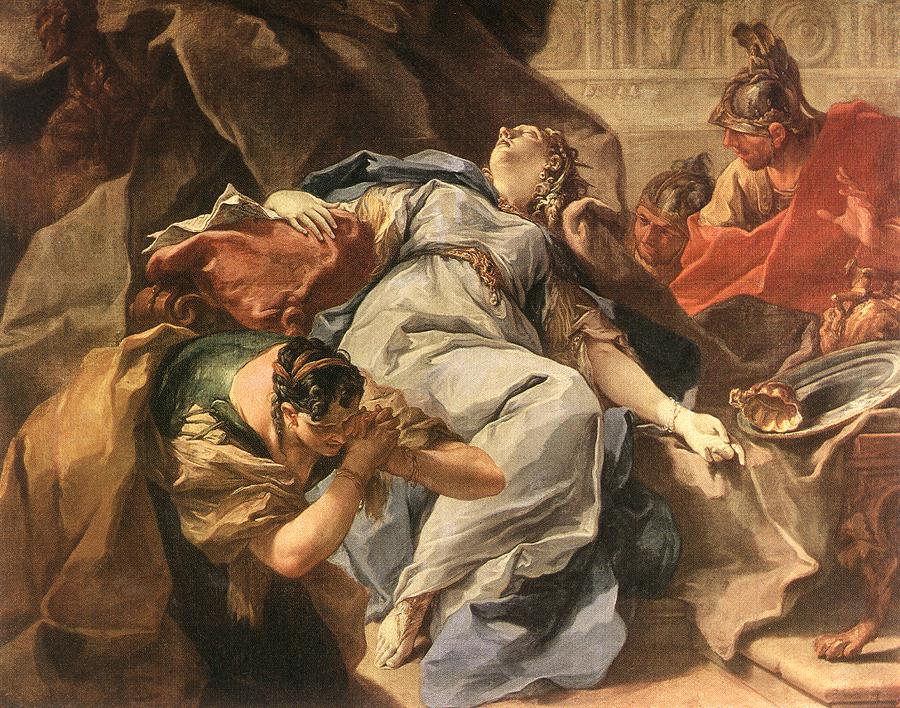
Giambattista Pittoni, La mort de Sofonisba
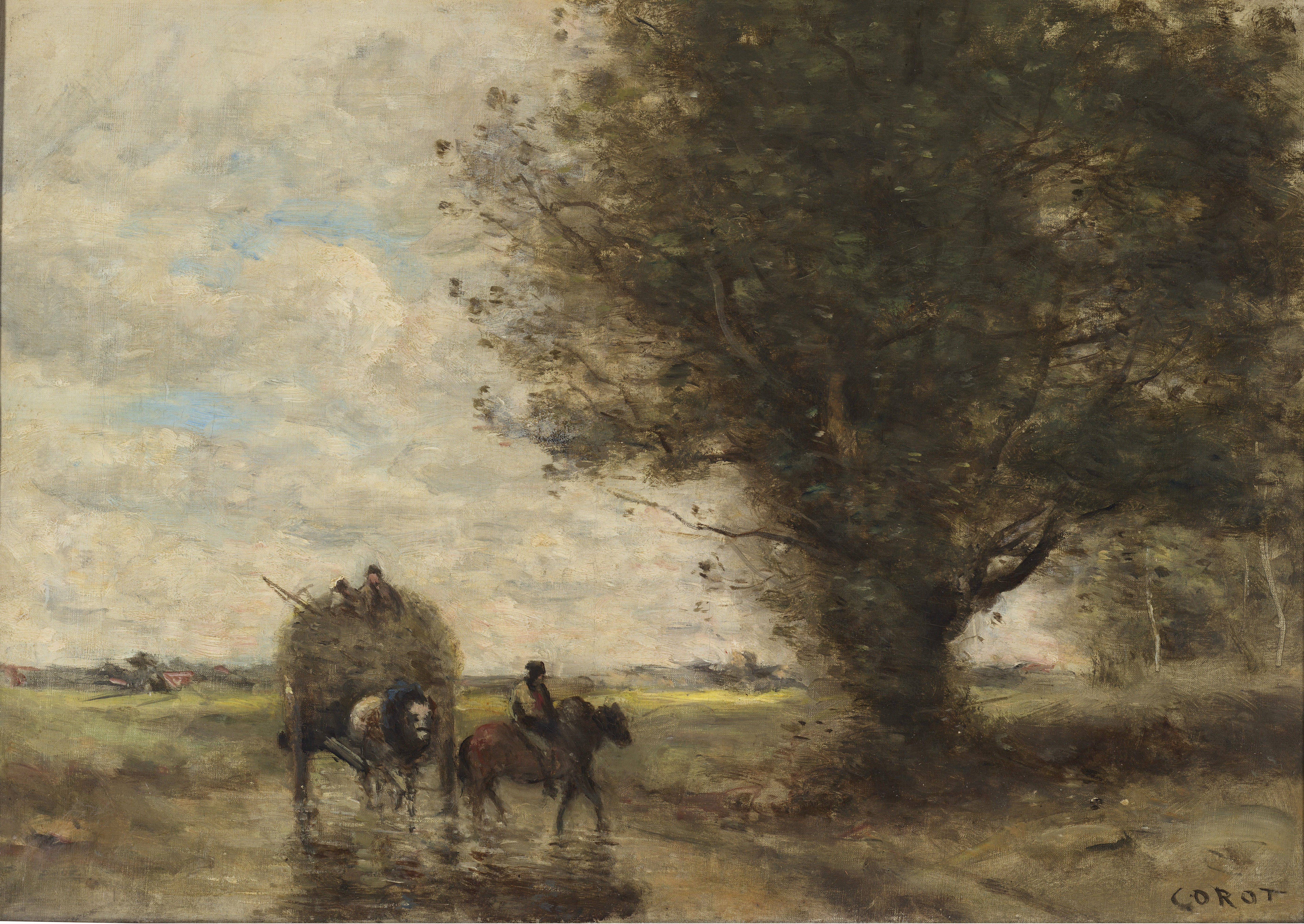
Corot, Paisatge
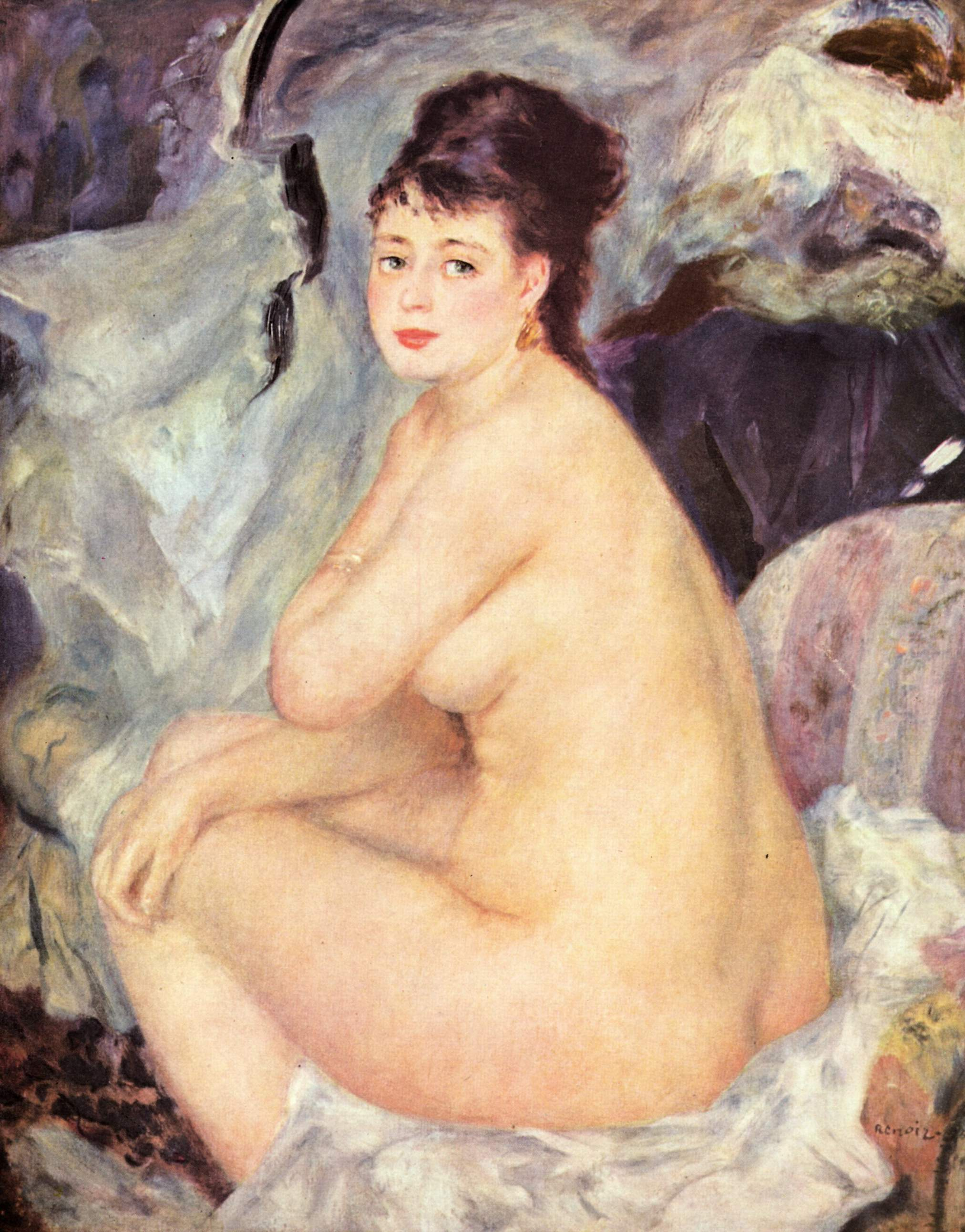
Renoir, Nu d'Anna
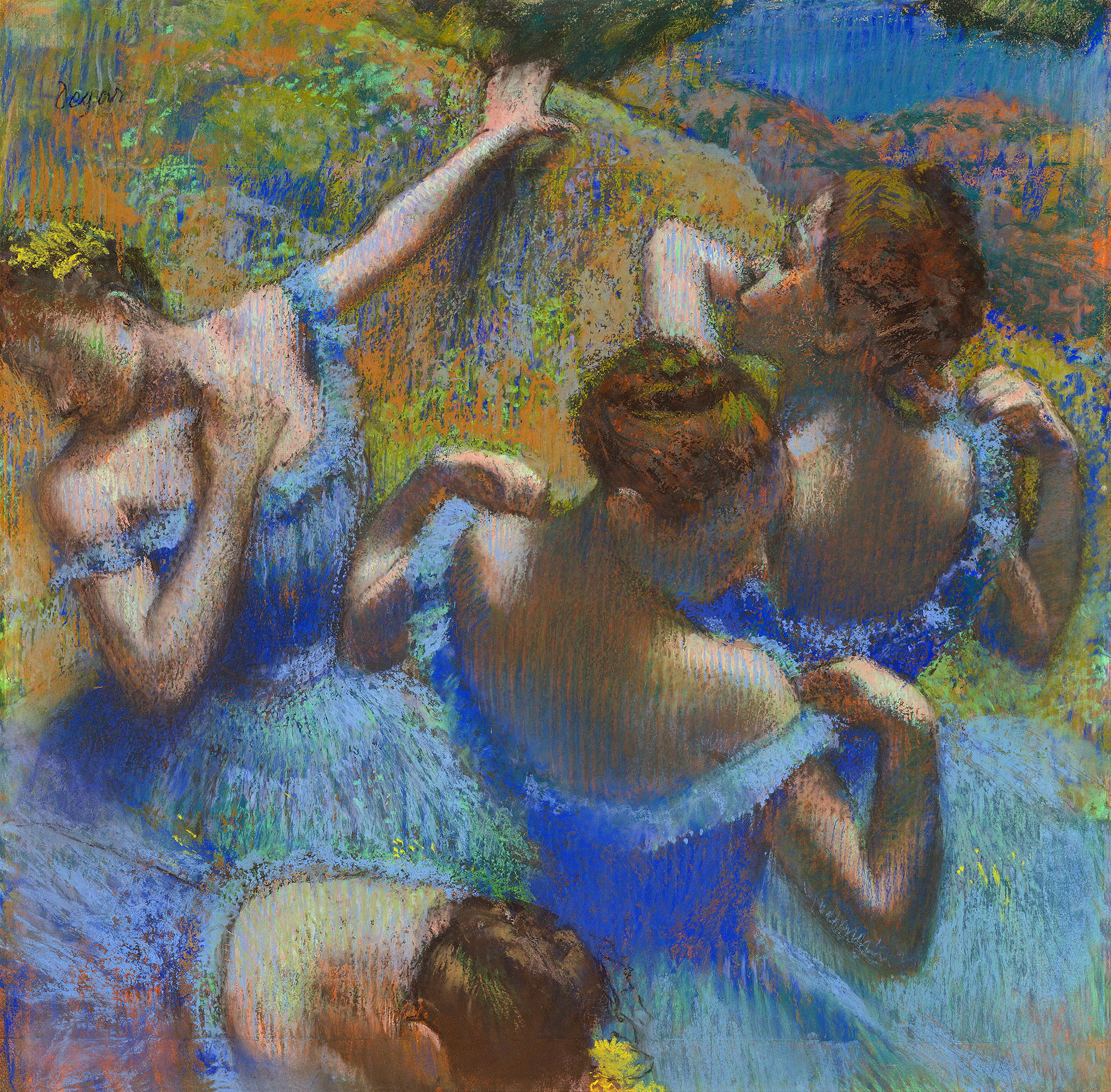
Degas, Ballarines vestides de blau
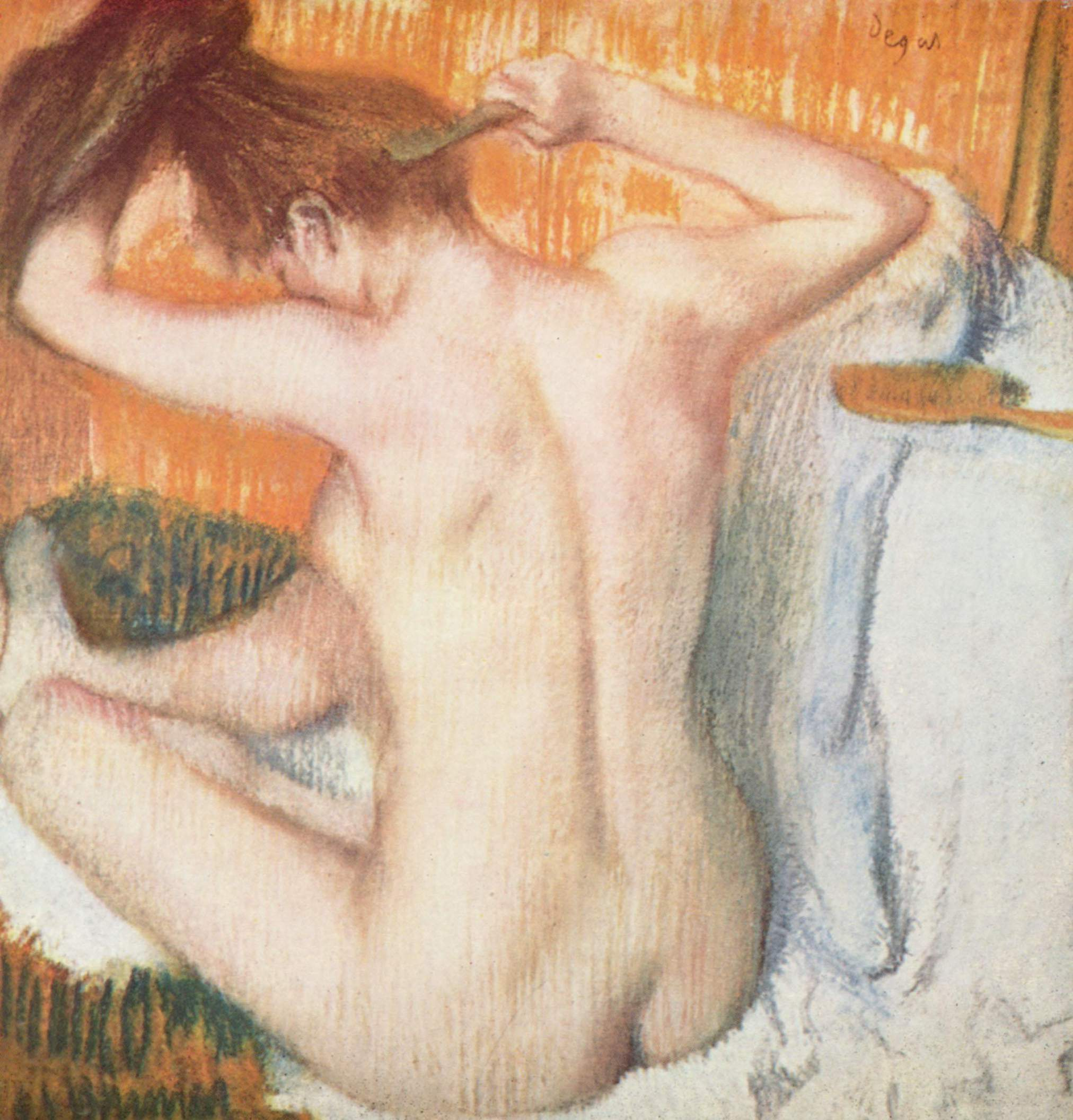
Degas, Nu en el bany
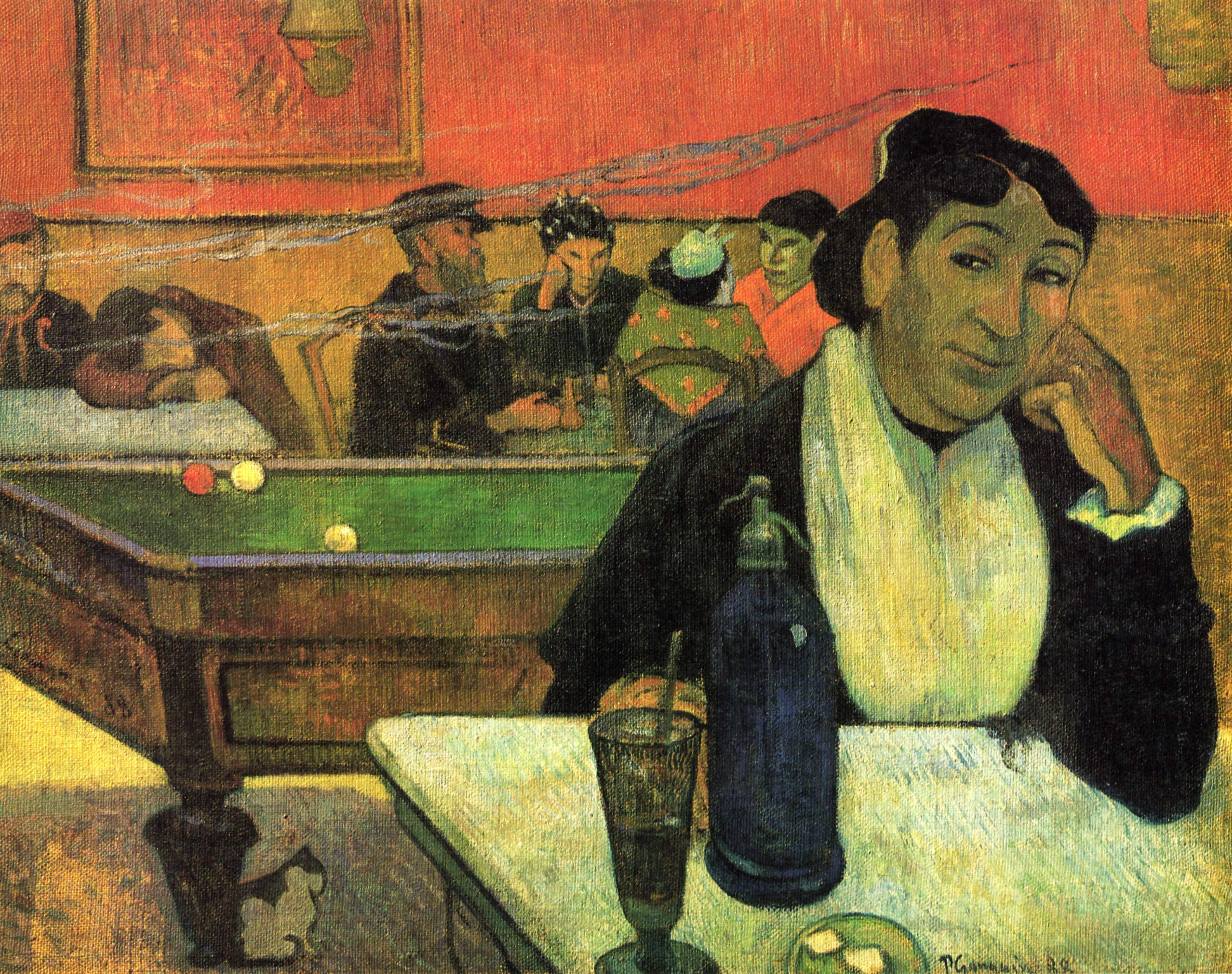
Paul Gauguin, Al cafè (Retrat de Madame Ginoux)
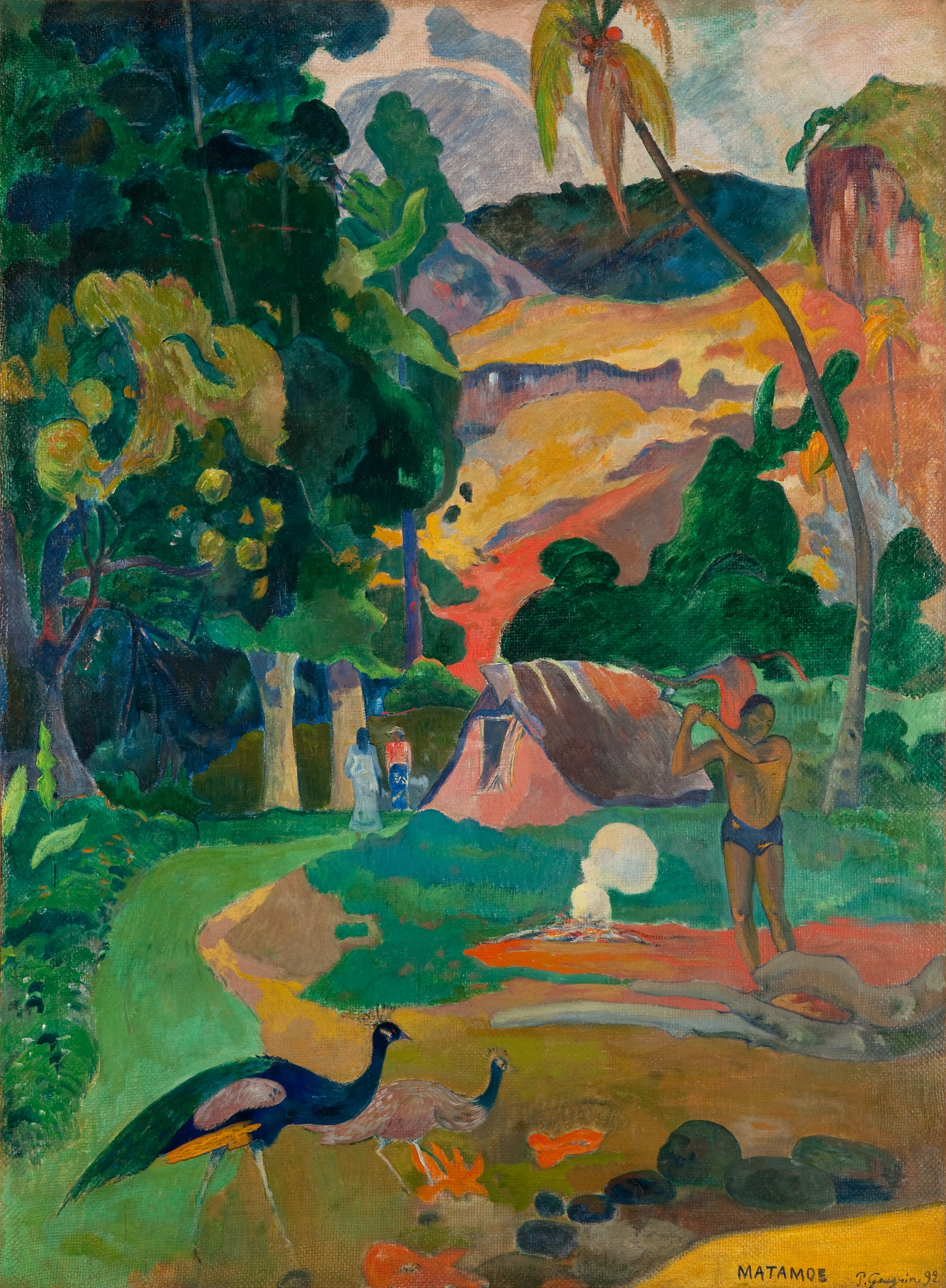
Paul Gauguin, Paisatge amb paons (Matamoe)
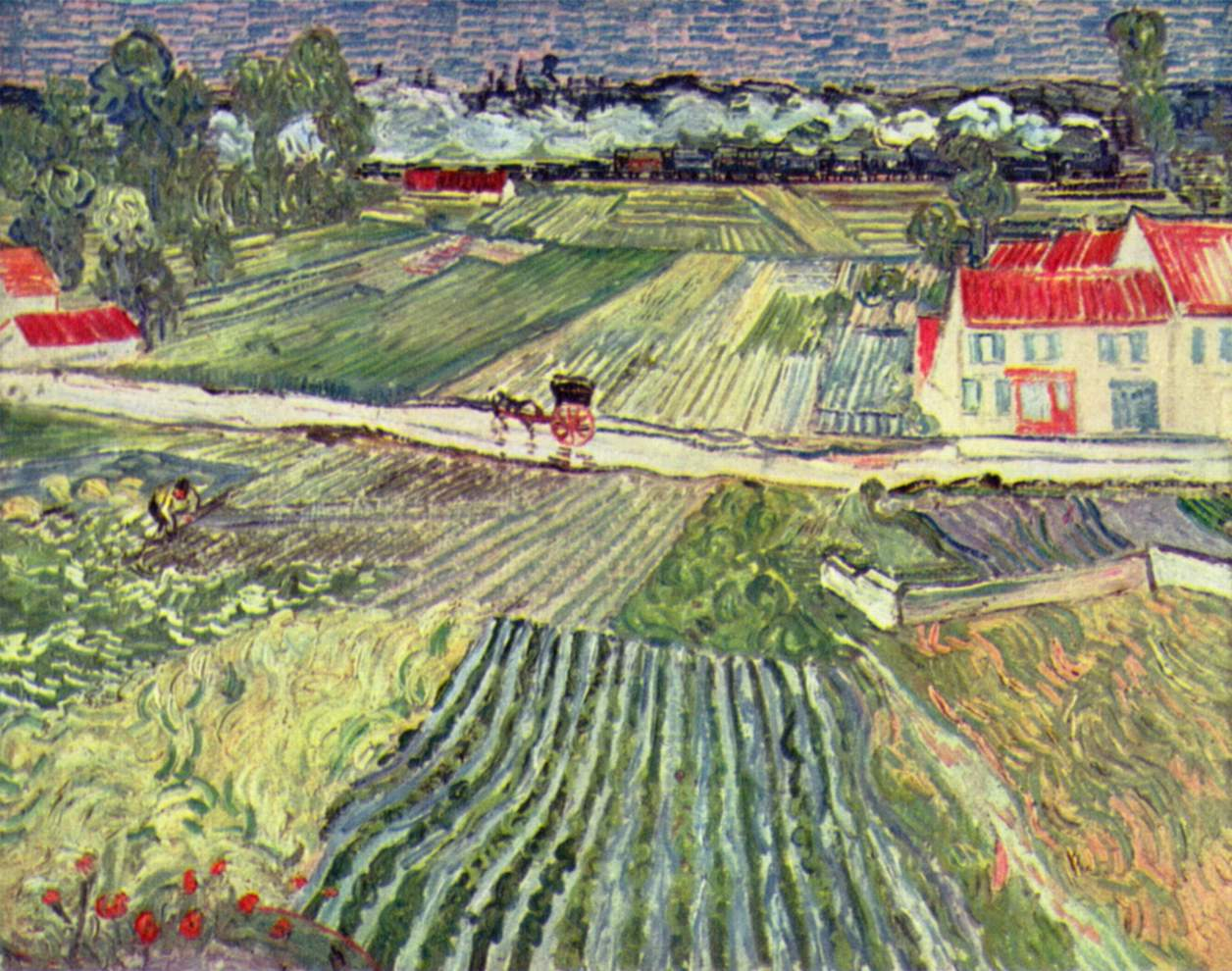
Van Gogh, Paisatge d'Auvers, França
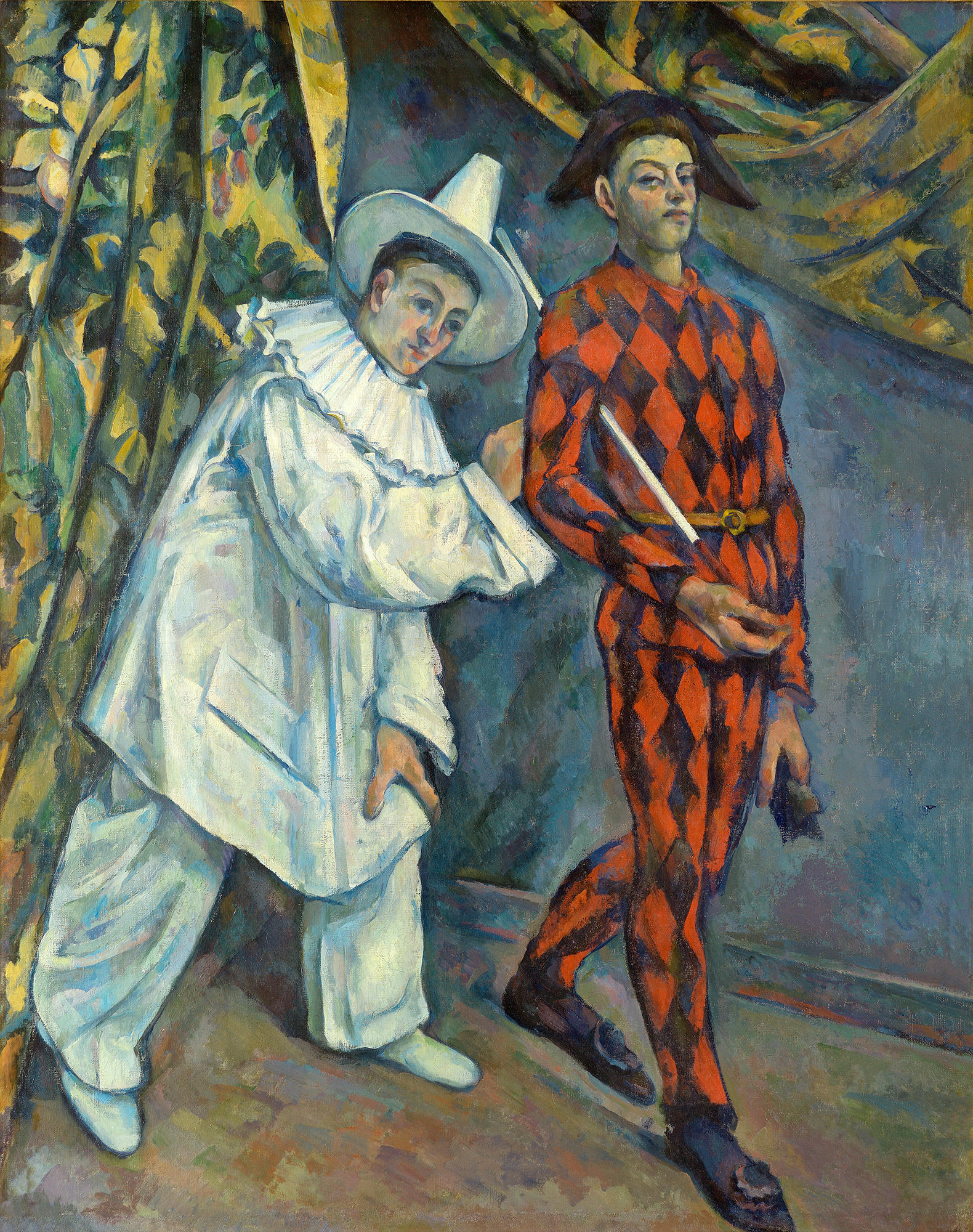
Cézanne, Dimarts de carnestoltes
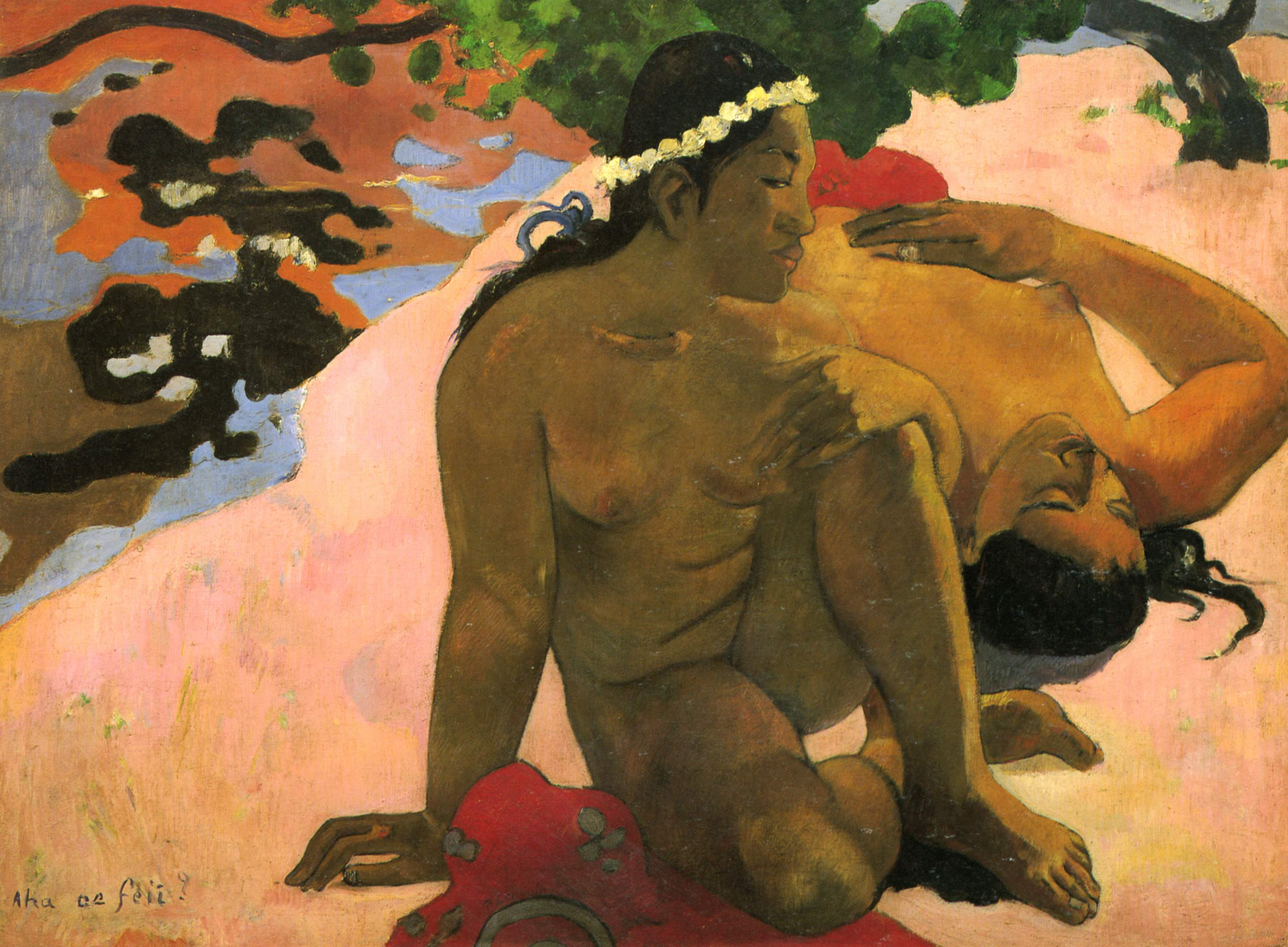
Paul Gauguin, Què, estàs gelosa?
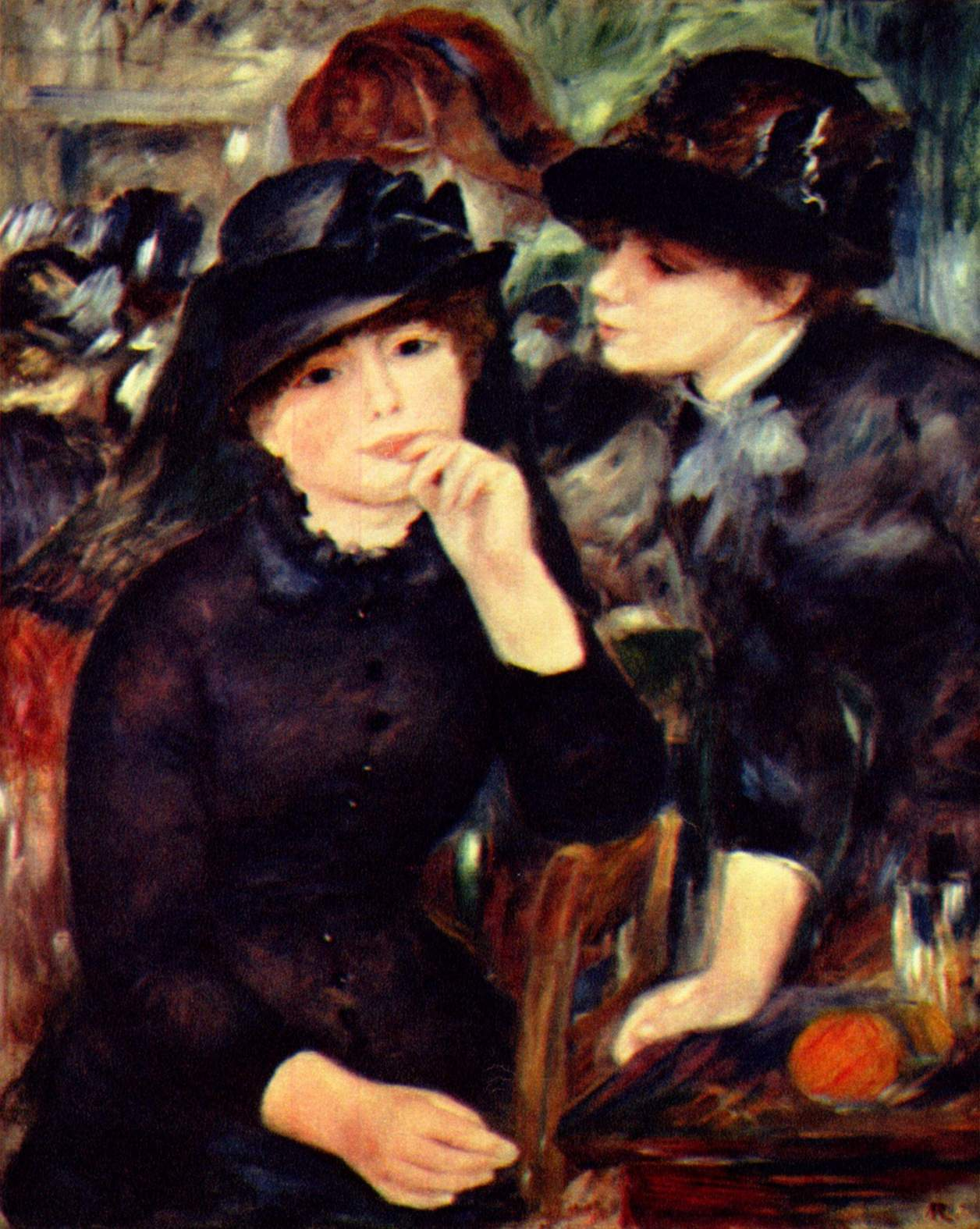
Renoir, Nenes en negre